# Didalets
Didalets, didalets de la Mare de Déu, dolçamel, gallet gallarets, mare-selva, mare de bosc, mata-selva, lligabosc mediterrani (Lonicera implexa), rotaboc, xuclamel és una planta amb flor de la família de les caprifoliàcies i del gènere Lonicera.

## Descripció
És un lligabosc de fulla persistent que fa d'1 a 4 metres de llargada.
Les fulles, de 2 a 5 cm de llargada i d'1 a 2,5 cm d'amplada. Són sèssils, ovals, coriàcies, persistents, enteres, amb una vora estreta translúcida a tot el marge del limbe. Tenen l'anvers lluent i el revers mat i glauc. Les fulles de les branques florals estan soldades de dues en dues per la base i corbades en forma de cullera.
Les flors són molt grosses i flairoses d'un blanc groguenc. La corol·la és tubular i d'uns 4 cm, oberta en dos llavis desiguals, l'inferior enter i el superior dividit en 4 lòbuls. Tenen 5 estams que gairebé no sobresurten inserits al tub de la corol·la. Les flors s'agrupen en inflorescències sèssils entremig de dues fulles. Floreix entre els mesos d'abril i juliol.
El fruit és una baia ovoide de 7 a 8 mm de color vermell i no és comestible.

## Distribució i hàbitat
La seva distribució és mediterrània, des del litoral occidental de Turquia fins a Portugal, també es troba al nord d'Àfrica (de Tunísia al Marroc). Es troba arreu dels Països Catalans, però a l'interior de Catalunya a pocs llocs més enllà d'uns 50 km de la costa, en canvi es troba a tot el litoral i prelitoral. Normalment viu des del nivell del mar fins als 800 m d'altitud. Més rarament també es troba entre els 800 i els 1.200 metres.

## Altres noms
Gavarrera, lligabosc, mamellera, rotaboc, xuclamel, baladre bord, ditets de la Mare de Déu, banya de cabra, dolçamel, gallaret, gallets, matacabra borda, patimanetes, pipera, piponera, gallinassa, herba santjoanera, mare del bosc, sabatetes, xuclamel valencià i xuplamel.

## Etimologia
El nom lonicera prové del llatí, i està dedicat al botànic alemany Adam Lonitzer (1528-1586); i implexa, que significa "entrellaçada" (degut a les fulles enganxades per la base de dues en dues).